# Lake Bisernoye
Der Lake Bisernoye (englisch; russisch Озеро Бисерное Ossero Bissernoje, deutsch ‚Perlensee‘) ist ein See an der Ingrid-Christensen-Küste des ostantarktischen Prinzessin-Elisabeth-Lands. In den Vestfoldbergen liegt er im Osten der Breidnes-Halbinsel unmittelbar nordöstlich des Lake Zvezda.
Luftaufnahmen der US-amerikanischen Operation Highjump (1946–1947), zwischen 1957 und 1958 angefertigte Luftaufnahmen der Australian National Antarctic Research Expeditions und ebensolche einer sowjetischen Antarktisexpedition aus dem Jahr 1956 dienten seiner Kartierung. Russische Wissenschaftler benannten ihn. Das Antarctic Names Committee of Australia übertrug die russische Benennung in einer Teilübersetzung ins Englische.